# Sævar Jónsson
Sævar Jónsson (22 luglio 1958) è un ex calciatore islandese, di ruolo difensore.

## Carriera

### Club
Jónsson cominciò la carriera con la maglia del Valur, prima di passare ai belgi del Cercle Bruges. Tornò al Valur nel 1985, per trasferirsi ai norvegesi del Brann l'anno seguente. Contribuì al successo finale nel campionato 1986, consentendo la promozione del club nella 1. divisjon. Nel 1987, fece ancora ritorno al Valur, per poi accordarsi con gli svizzeri del Soletta. Nel 1988, tornò al Valur per l'ultima volta in carriera e vi rimase fino al 1993, anno in cui si ritirò dall'attività agonistica.

### Nazionale
Conta 69 presenze per l'Islanda, con una rete all'attivo.